# Matsanjeni North
Matsanjeni North ist ein Inkhundla (Verwaltungseinheit) im Ost-Südosten der Region Lubombo in Eswatini. Es liegt überwiegend in den Lebombobergen und ist 425 km² groß. Die Verwaltungseinheit hatte 2007 gemäß Volkszählung 12.940 Einwohner.

## Geographie
Das Inkhundla liegt im Osten der Region Lubombo, bildet die östlichste Spitze von Eswatini und grenzt an Südafrika. Der Nyetane-Fluss verläuft an der Südgrenze und bildet dort auch die Grenze zu Südafrika. 
Im Süden schließt sich das Inkhundla Matsanjeni South an, das bereits zur Region Shiselweni gehört.

## Gliederung
Der Bezirk gliedert sich in die Imiphakatsi (Häuptlingsbezirke) Lukhetseni, Mambane, Maphungwane und Tikhuba. 